# Прибрежний сільський округ
Прибре́жний сільський округ (каз. Прибрежное ауылдық округі, рос. Прибрежный сельский округ) — адміністративна одиниця у складі Кизилжарського району Північноказахстанської області Казахстану. Адміністративний центр — село Прибрежне.
Населення — 3318 осіб (2021; 2696 у 2009, 2794 у 1999, 2791 у 1989).
Станом на 1989 рік існували Прибрежна сільська рада (села Прибрежне, Тепличне) та Шаховська сільська рада (село Шаховське).

## Склад
До складу округу входять такі населені пункти:
| Населений пункт | Старі назви | Населення, осіб (1989) | Населення, осіб (1999) | Населення, осіб (2009) | Населення, осіб (2021) |
| --------------- | ----------- | ---------------------- | ---------------------- | ---------------------- | ---------------------- |
| Прибрежне, село | -           | 1121                   | 1165                   | 1336                   | 1793                   |
| Тепличне, село  | -           | 454                    | 438                    | 504                    | 785                    |
| Шаховське, село | -           | 1216                   | 1191                   | 856                    | 740                    |